# Cantó d'Aime
El cantó d'Aime és un cantó francès del departament de la Savoia, situat al districte d'Albertville. Té 9 municipis i el cap és Aime.

## Municipis
- Aime i municipis agregats (Longefoy, Tessens i Villette)
- Bellentre
- La Côte-d'Aime
- Granier
- Landry
- Mâcot-la-Plagne
- Montgirod
- Peisey-Nancroix
- Valezan

## Història
| Període                                   | Identitat               | Partit                      | Qualitat |
| ----------------------------------------- | ----------------------- | --------------------------- | --- |
| Les dades anteriors no són pas conegudes. |                         |                             | |
| 1945-19..                                 | Jean-Marie Jovet        |                             | |
| 19..-1964                                 | Alexandre Brunet-Dunand | CNIP                        | MAlcalde d'Aime (1947-1959)                                                                                                 |
| 1964-1976                                 | M. Astier-Perret        | UNR després UDR             | Inspector General de's P.T.T.                                                                                               |
| 1976-1982                                 | M. Jannot               | DVD                         | Alcalde d'Aime |
| 1982-en curs                              | Auguste Picollet        | RPR després UMP després DVD | Alcalde de Macot-la-Plagne fins a 2008 Vicepresident del Consell General Antic Diputat (1995-1997 i 8 a 12 de juny de 2002) |

## Demografia
| 1882                                                          | 1926 | 1962 | 1968 | 1975 | 1982  | 1990  | 1999  | 2008  |
| ?                                                             | ?    | ?    | ?    | ?    | 6.717 | 7.753 | 8.347 | 9.367 |
| ------------------------------------------------------------- | ---- | ---- | ---- | ---- | ----- | ----- | ----- | ----- |
| Nombre retenu à partir de 1990: Població sense dobles comptes |      |      |      |      |       |       |       |       |